# باصفية (السوم)

تعديل مصدري - تعديل

باصفية هي إحدى قرى عزلة السوم بمديرية السوم التابعة لمحافظة حضرموت، بلغ تعداد سكانها 103 نسمة حسب تعداد اليمن لعام 2004.